# 저대 (전한)
저대(褚大, ? ~ ?)는 전한 중기의 학자이자 관료로, 동해군 난릉현(蘭陵縣) 사람이다. 동중서를 사사하였고, 관직이 양상에 이르렀다.

## 행적
전한 조정에서는 화폐로 백금과 오수전을 통용시켰는데, 사람들이 몰래 주조하는 일이 너무 많아 관리들이 범죄자를 다 잡지도 못할 지경이었다. 무제는 박사(博士) 저대와 서언(徐偃) 등을 파견하여 각 군국을 순찰하고, 사리사욕을 취하는 자들을 고발하게 하였다.
동생의 손자 저소손 또한 박사를 지냈으며, 《사기》를 보충하였다.

## 출전
- 사마천, 《사기》 권30 평준서 · 권121 유림열전